# Гайсин, Ахметсафа Гайсинович
Ахметсафа Гайсинович Гайсин (1918, Портчара, Вятская губерния — 27 ноября 1943, Запорожский район, Запорожская область) — участник Великой Отечественной войны, командир взвода 185-го гвардейского стрелкового полка 60-й гвардейской стрелковой дивизии 12-й армии 3-го Украинского фронта, гвардии младший лейтенант. Герой Советского Союза.

## Биография
Родился в 1918 году в деревне Портчара (ныне — Параньгинского района Республики Марий Эл) в семье крестьянина. Татарин.
Окончил 5 классов, работал в колхозе. Член ВЛКСМ.
В 1938 году призван в Красную Армию. В 1943 году окончил курсы младших лейтенантов. В июле 1943 года был направлен в действующую армию командиром взвода 185-го гвардейского стрелкового полка 60-й гвардейской стрелковой дивизии. В составе 1-й гвардейской армии Юго-Западного фронта участвовал в Изюм-Барвенковской наступательной операции. В августе 1943 года дивизия вошла в состав 12-й армии и в ходе Донбасской операции освобождала Павлоград (Днепропетровская область), затем вышла к Днепру южнее Днепропетровска и вдоль реки вела наступление на Запорожье.
Гвардии младший лейтенант Ахметсафа Гайсин участвовал в форсировании Днепра и боях за плацдарм на острове Хортица (в черте Запорожья). 25-26 ноября 1943 года взвод форсировал Днепр в районе Запорожья и первым ворвался в траншею противника. Гайсин в бою заменил командира роты. Отбив 13 вражеских контратак, рота успешно действовала при расширении плацдарма на правом берегу реки.
В одном из последующих боёв 27 ноября 1943 года А. Гайсин погиб. Похоронен на хуторе Капустяный Запорожского района Запорожской области.

## Награды
- Указом Президиума Верховного Совета СССР от 22 февраля 1944 года за мужество, отвагу и героизм, проявленные в борьбе с немецко-фашистскими захватчиками, гвардии младший лейтенант Гайсин Ахметсафа удостоен звания Героя Советского Союза.
- Награждён орденом Ленина.

## Память
- Именем Героя названа улица в посёлке Параньга; в деревне Портчара, где родился герой, единственная улица также названа его именем и установлен бюст.